# Josef Maria Kotzian

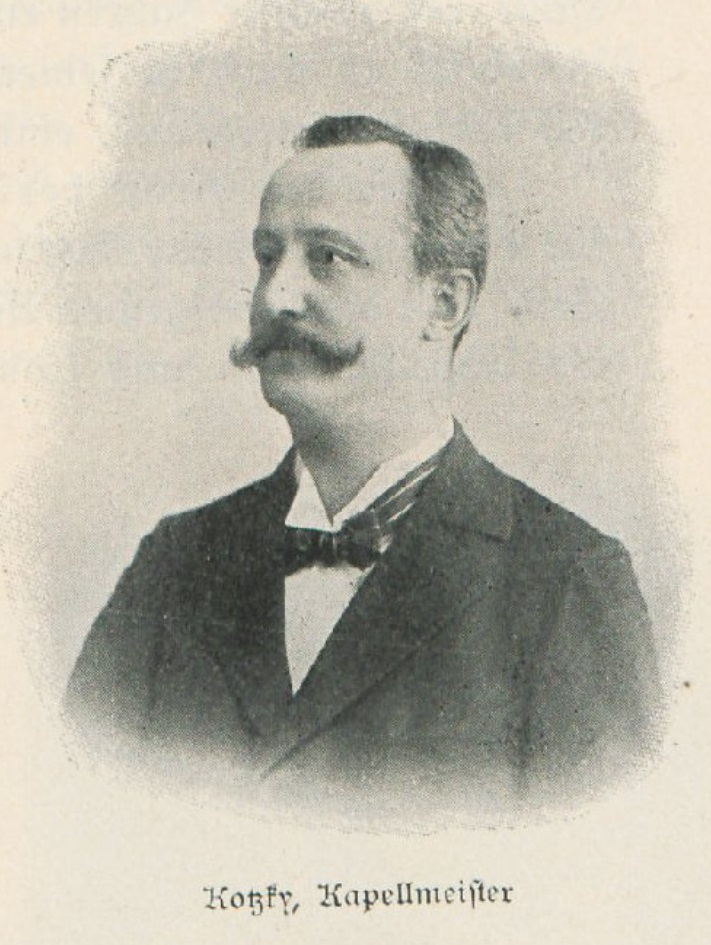
Josef Maria Kotzian, genannt Kotzky

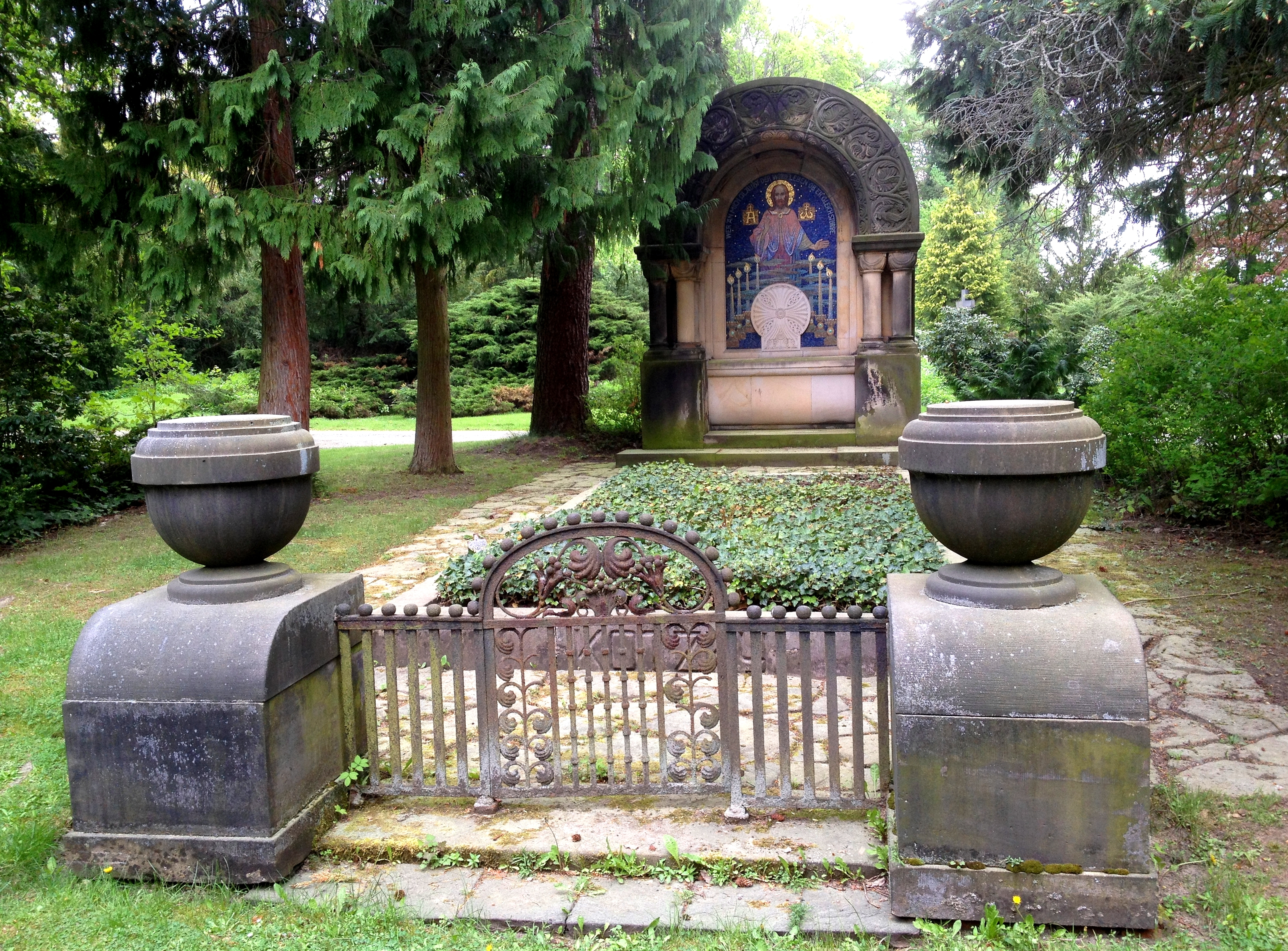
Grab in Goslar

Josef Maria Kotzian, genannt Kotzky, (* 21. August 1856 in Karlsbad; † 18. Dezember 1917 in Goslar) war ein österreich-ungarischer Dirigent und Kapellmeister. Von 1887 bis 1908 leitete er das Orchester des Königlichen Hoftheaters in Hannover.

## Leben
Josef Maria Kotzian war ein Sohn des österreichischen Theaterdirektors Josef Kotzian, genannt Kotzky (1822–1881). Er erhielt seine musikalische Ausbildung am Mozarteum in Salzburg und bei Johann Evangelist Habert in Gmunden. 1878 wurde er Orchesterdirigent am von seinem Vater geleiteten Landestheater Linz, 1882 Kapellmeister in Graz, 1884 Operndirigent in Augsburg und 1886 Leiter der Grazer Oper. 1887 folgte er der Berufung zum Kapellmeister am Hoftheater in Hannover. In seiner Hannoveraner Zeit engagierte er sich u. a. erfolgreich für die damals neue Musik Anton Bruckners, Richard Strauss’ und des Verismo. 1908 zog er sich 52-jährig nach Goslar zurück, wo er neun Jahre später starb.
1897 erhielt er den preußischen Kronen-Orden 4. Klasse.
Er war verheiratet mit Else Kotzian (Kotzky), geb. Bartels († 26. Juli 1940).
Kotzian wurde auf dem Alten Friedhof in Goslar beigesetzt, wo sein aufwändiges Grabmal erhalten ist.